# Kommune 1
 Der er for få eller ingen kildehenvisninger i denne artikel, hvilket er et problem. Du kan hjælpe ved at angive troværdige kilder til de påstande, som fremføres i artiklen.

Kommune 1 (K1) var en marxistisk gruppe i Tyskland. Ved nytårsskiftet 1967 dannede en gruppe marxister K1. Det var Berlins første kollektiv, hvilket der forargede den ”almindelige” tysker. Bevægelsen var tænkt som et modspil imod det borgerlige samfund.
K1 blev hurtigt et mødested for folk på den yderste venstrefløj.
I 1967 begyndte bevægelsen at bygge bomber, bistået af Peter Urbach, der i al hemmelighed var agent for den tyske efterretningstjeneste.
I en brand i et varehus i 1967 i Bruxelles, hvor der omkom 251 mennesker, udtalte K1, hvornår det mon også ville begynde at brænde i stormagasiner i Tyskland, i sympati for vietnameserne i vietnamkrigen. Syv medlemmer fra K1 sigtes for at have opfordret til brandstiftelse, men frifindes.
Flere fra den senere RAF bevægelse kom i miljøet omkring K1, og efterretningsagenten der før havde leveret bomber og skydevåben til venstrefløjen, leverede også sprængstoffet, da Andreas Baader og Gudrun Ensslin (de senere RAF medlemmer) sammen med andre bragte brandbomber til sprængning i varehuset Kaufhaus
Schneider. Det skete kort tid efter lukketid.
Bevægelsen blev opløst i 1969.